# Bud Duncan
Bud Duncan o anche di Buddy Duncan, pseudonimo di Albert Edward Duncan (Brooklyn, 31 ottobre 1883 – Los Angeles, 25 novembre 1960), è stato un attore statunitense attivo nell'era del cinema muto, è noto soprattutto per i suoi primi lavori con Lloyd Hamilton; ha partecipato a oltre 160 film tra il 1911 e il 1942.

## Biografia

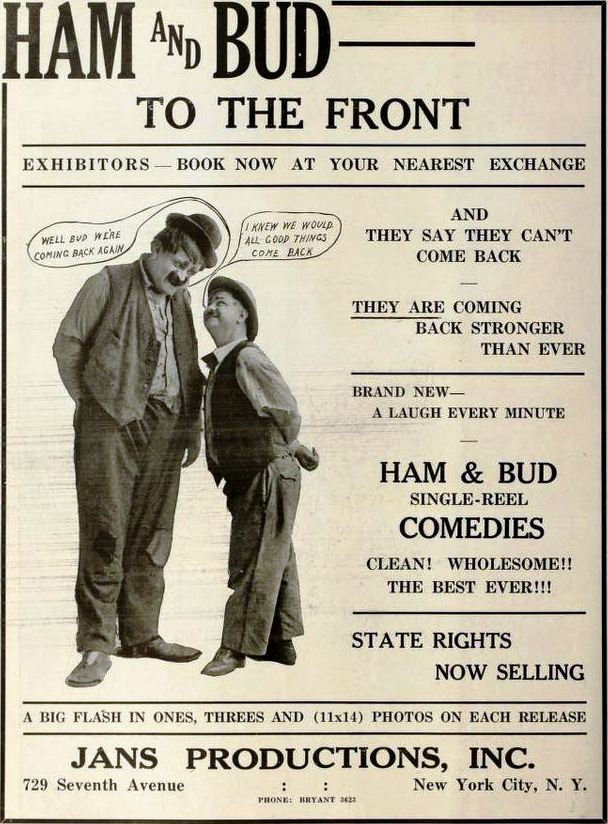
Annuncio per i cortometraggi comici della serie di Ham and Bud con Lloyd Hamilton e Bud Duncan pubblicato sul Moving Picture World del 17 maggio 1919

Suo padre era un venditore ambulante e ventriloquo e lui, all'età di sei anni, incominciò a seguire il padre; venne mandato a una scuola militare e, completati gli studi, interessato all'arte della recitazione si dedicò al vaudeville. In questo primo periodo lavorò con attori di vaudeville come Lew Fields e Clarence Kolb and Max Dill. Kolb e Dill. Passo poi al cinema lavorando prima per la casa di produzione Biograph Company e poi per la Nestor Film Company per la quale impersonò il personaggio di Mutt nella trasposizione cinematografia della serie a fumetti di Mutt and Jeff. Poi ritornò al vaudeville, dove conobbe Lloyd Hamilton insieme al quale venne assunto dalla Kalem Company per la serie cortometraggi di Ham and Bud e proseguendo da solo la serie quando Hamilton si ruppe il tallone nel 1915. La serie terminò nel 1917 quando la Kalem fu venduta alla Vitagraph e Duncan fu brevemente il protagonista di un'altra serie per la Schiller Production Company intitolata "Bud and His Buddies". Recitò anche nella serie di Larry Darmour basata sui fumetti di Toots and Casper con Thelma Hill impersonando il personaggio di Casper.
Con l'avvento del sonoro venne impiegato per ruoli minori fino a che non si ritirò all'inizio degli anni 30. Dopo aver doppiato il personaggio principale nel programma radiofonico The Cinnamon Bear, ritornò brevemente a recitare in alcuni film per interpretare il personaggio di Snuffy Smith in due film per la Monogram Pictures nei primi anni 40.
Morì per insufficienza respiratoria nel 1960 all'età di 77 anni.

## Filmografia

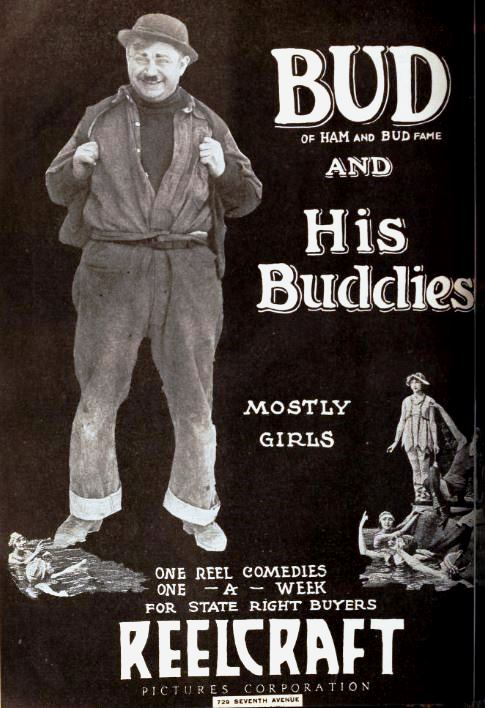
Annuncio per i cortometraggi della serie "Bud Duncan and his Buddies" a pag. 26 dell'Exhibitors Herald del 23 ottobre 1920.

### Attore
- Mutt and Jeff Break Into Society (1911)
- Mutt and Jeff and the Italian Strikers (1912)
- Mutt and Jeff Fall in Love (1912)
- Bill Bogg's Windfall, regia di Dell Henderson (1912)
- Teddy Loosebelt from Africa (1913)
- His Nobs the Plumber (1913)
- The Rube Boss (1913)
- Fred's Trained Nurse (1913)
- Among Club Fellows, regia di Dell Henderson (1913)
- The Widow's Kids, regia di Dell Henderson (1913)
- Master Jefferson Green, regia di Dell Henderson (1913)
- A Compromising Complication, regia di Dell Henderson (1913)
- Almost a Wild Man, regia di Dell Henderson (1913)
- Jenks Becomes a Desperate Character, regia di Dell Henderson (1913)
- Red Hicks Defies the World, regia di Dell Henderson (1913)
- Just Kids, regia di Dell Henderson (1913)
- The Trimmers Trimmed, regia di Dell Henderson (1913)
- A Rainy Day, regia di Dell Henderson (1913)
- Frappe Love, regia di Dell Henderson (1913)
- The Spring of Life, regia di Dell Henderson (1913)
- A Queer Elopement, regia di Dell Henderson (1913)
- Love, Oil and Grease, regia di Marshall Neilan (1914)
- The Winning Whiskers, regia di Marshall Neilan (1914)
- Cupid Backs the Winners (1914)
- Bud, Bill and the Waiter (1914)
- Ham the Moonshiner (1914)
- Ham the Iceman, regia di Marshall Neilan (1914)
- A Peach at the Beach, regia di Marshall Neilan (1914)
- Ham, the Piano Mover, regia di Marshall Neilan (1914)
- Lizzie the Life Saver, regia di Marshall Neilan (1914)
- Up and Down (1914)
- The Battle of Chili and Beans (1914)
- Dad's Terrible Match (1914)
- Up in the Air Over Sadie (1914)
- A Swell Dish (1914)
- The Tale of a Shirt (1914)
- The Caretaker's Dilemma, regia di William Beaudine (1915)
- The Bandits of Macaroni Mountain, regia di William Beaudine (1915)
- Almost a King, regia di William Beaudine (1915)
- Minnie the Tiger, regia di William Beaudine (1915)
- Only a Country Girl, regia di Rube Miller (1915)
- Oh, Doctor!, regia di Rube Miller (1915)
- A Bargain in Brides, regia di Rube Miller (1915)
- The Hoodoo's Busy Day, regia di William Beaudine (1915)
- Diana of the Farm, regia di William Beaudine (1915)
- The Knaves and the Knight, regia di Rube Miller (1915)
- Queering Cupid, regia di Rube Miller (1915)
- Adam's Ancestors, regia di Rube Miller (1915)
- Whitewashing William, regia di Rube Miller (1915)
- Foiled!, regia di Rube Miller (1915)
- Double-Crossing Marmaduke, regia di Rube Miller (1915)
- Romance a la Carte, regia di Rube Miller (1915)
- Nearly a Bride, regia di Rube Miller (1915)
- Mixing It Up, regia di ? (1915)
- Ham and the Experiment, regia di Rube Miller (1915)
- Ham at the Beach, regia di Rube Miller (1915)
- The Winning Wash, regia di Rube Miller (1915)
- The Hypnotic Monkey, regia di Chance Ward (1915)
- The Toilers, regia di Marshall Neilan (1915)
- The Spook Raisers, regia di Chance Ward (1915)
- A Flashlight Flivver, regia di Chance Ward (1915)
- Some Romance, regia di Frank Howard Clark (1915)
- The Merry Moving Men, regia di Chance Ward (1915)
- Ham in High Society, regia di Chance Ward (1915)
- Raskey's Road Show, regia di Chance Ward (1915)
- Ham at the Fair, regia di Chance Ward (1915)
- Ham in the Nut Factory, regia di Chance Ward (1915)
- Ham the Detective, regia di Chance Ward (1915)
- The Liberty Party, regia di Chance Ward (1915)
- Rushing the Lunch Counter, regia di Chance Ward (1915)
- Ham's Easy Eats, regia di Chance Ward (1915)
- The Phoney Cannibal, regia di Chance Ward (1915)
- Lotta Coin's Gold, regia di Chance Ward (1915)
- The 'Pollywogs' Picnic, regia di Chance Ward (1915)
- Ham in a Harem, regia di Chance Ward (1915)
- Ham's Harrowing Duel, regia di Chance Ward (1915)
- Ham Among the Redskins, regia di ? (1915)
- Ham at the Garbage Gentleman's Ball, regia di Chance Ward (1915)
- Ham and the Jitney Bus, regia di ? (1915)
- A Melodious Mix-Up, regia di Chance Ward (1915)
- Ham and the Sausage Factory, regia di Marshall Neilan (1915)
- The Hicksville Tragedy Troupe, regia di Chance Ward (1915)
- Cooky's Adventure, regia di Chance Ward (1915)
- The Waitress and the Boobs, regia di Chance Ward (1915)
- The Quest of the Golden Goat, regia di ? (1916)
- The Fatal Violin, regia di ? (1916)
- The Iceman and the Artist, regia di Lloyd Hamilton (1916)
- Jailbirds, regia di Lloyd Hamilton (1916)
- Dudes for a Day, regia di Lloyd Hamilton (1916)
- Rival Fakers, regia di Lloyd Hamilton (1916)
- The New Salesman, regia di Lloyd Hamilton (1916)
- The Desperate Duel, regia di Lloyd Hamilton (1916)
- The Merry Motor Menders, regia di Lloyd Hamilton (1916)
- The Bogus Booking Agents, regia di Lloyd Hamilton (1916)
- A Sauerkraut Symphony, regia di Lloyd Hamilton (1916)
- The Love Magnet, regia di Lloyd Hamilton (1916)
- One Step Too Far, regia di Lloyd Hamilton (1916)
- Bumping the Bumps, regia di Lloyd Hamilton (1916)
- The Mud Cure, regia di Lloyd Hamilton (1916)
- Patented by Ham, regia di Lloyd Hamilton (1916)
- Ham the Fortune Teller, regia di Lloyd Hamilton (1916)
- Ham in the Drug Store, regia di Lloyd Hamilton (1916)
- The Star Boarders, regia di Lloyd Hamilton (1916)
- Ham's Strategy, regia di Lloyd Hamilton (1916)
- Good Evening, Judge!, regia di Lloyd Hamilton (1916)
- The Heart Menders, regia di Lloyd Hamilton (1916)
- Ham's Whirlwind Finish, regia di Lloyd Hamilton (1916)
- The Great Detective, regia di Lloyd Hamilton (1916)
- The Baggage Smashers, regia di Lloyd Hamilton (1916)
- The Peach Pickers, regia di Lloyd Hamilton (1916)
- Ham the Explorer, regia di Lloyd Hamilton (1916)
- The Beggar and His Child, regia di Lloyd Hamilton (1916)
- The Alaskan Mouse Hound, regia di Lloyd Hamilton (1916)
- Midnight at the Old Mill, regia di Lloyd Hamilton (1916)
- A Bunch of Flivvers, regia di Lloyd Hamilton (1916)
- Ham's Busy Day, regia di Harry Edwards (1916)
- The Tank Town Troupe, regia di Harry Edwards (1916)
- Ham and the Masked Marvel, regia di Harry Edwards (1916)
- Ham's Waterloo, regia di Harry Edwards (1916)
- Ham and Preparedness, regia di William Beaudine (1916)
- Millionaires by Mistake, regia di William Beaudine (1916)
- From Altar to Halter, regia di William Beaudine (1916)
- Ham and the Hermit's Daughter, regia di William Beaudine (1916)
- For Sweet Charity, regia di William Beaudine (1916)
- Ham Agrees with Sherman, regia di William Beaudine (1916)
- Maybe Moonshine, regia di William Beaudine (1916)
- Winning a Widow, regia di William Beaudine (1916)
- Ham the Diver, regia di William Beaudine (1916)
- A Molar Mix-Up, regia di William Beaudine (1916)
- Ham Takes a Chance, regia di William Beaudine (1916)
- Wurra-Wurra, regia di William Beaudine (1916)
- Artful Artists, regia di William Beaudine (1916)
- Snoop Hounds, regia di William Beaudine (1916)
- The Tale of a Coat, regia di William Beaudine (1916)
- Guardian Angels, regia di William Beaudine (1916)
- The Missing Mummy, regia di William Beaudine (1916)
- That Terrible Tenderfoot, regia di ? (1917)
- Rival Romeos, regia di Lloyd Hamilton (1917)
- Cupid's Caddies, regia di Lloyd Hamilton (1917)
- The Blundering Blacksmiths, regia di Lloyd Hamilton (1917)
- The Safety Pin Smugglers, regia di Lloyd Hamilton (1917)
- Ghost Hounds, regia di Lloyd Hamilton (1917)
- The Model Janitor, regia di Lloyd Hamilton (1917)
- A Flyer in Flapjacks, regia di Lloyd Hamilton (1917)
- Efficiency Experts, regia di Alfred Santell (1917)]
- Bulls or Bullets, regia di Alfred Santell (1917)
- The Bogus Bride, regia di Alfred Santell (1917)
- A Misfit Millionaire, regia di Alfred Santell (1917)
- Wanted - A Bad Man, regia di Oliver Hardy (1917)
- The Deadly Doughnut, regia di Alfred Santell (1917)
- Doubles and Troubles, regia di Alfred Santell (1917)
- Hard Times in Hard Scrapple, regia di Alfred Santell (1917)
- Bandit Beware!, regia di Alfred Santell (1917)
- A Menagerie Mix-Up, regia di Lloyd Hamilton (1917)
- The Hobo Raid, regia di Alfred Santell (1917)
- A Day Out of Jail, regia di Alfred Santell (1917)
- Seaside Romeos, regia di Alfred Santell (1917)
- Politics in Pumpkin Center, regia di Alfred Santell (1917)
- The Boot and the Loot, regia di Alfred Santell (1917)
- Whirlwind of Whiskers, regia di Alfred Santell (1917)
- The Onion Magnate's Revenge, regia di Alfred Santell (1917)
- A Bathtub Bandit, regia di Alfred Santell (1917)
- The Wooing of Coffee Cake Kate, regia di ? (1918)
- Rip Roaring Rivals, regia di ? (1918)
- He Couldn't Fool His Wife, regia di ? (1918)
- By Heck, I'll Save Her, regia di Allen Curtis (1918)
- The Paperhangers' Revenge, regia di ? (1918)
- From Caterpillar to Butterfly, regia di ? (1918)
- The Cruise of the Make-Believes, regia di George Melford (1918)
- The Poor Rich Cleaners, regia di ? (1918)
- Oh, the Women!, regia di ? (1918)
- Love's Lucky Day, regia di ? (1918)
- A Widow's Camouflage, regia di ? (1918)
- Maggie Pepper, regia di Chester Withey (1919)
- Mixed Twixt Wives, regia di ? (1920)
- Spooky Spooks, regia di ? (1920)
- The General Store General, regia di ? (1920)
- Chicken Hunting, regia di ? (1920)
- Puppy Love, regia di ? (1921)
- A Headwaiter's Heart, regia di Hamilton Smith (1921)
- All Wet, regia di ? (1921)
- Hot Cakes, regia di ? (1921)
- Stuck Up, regia di ? (1921)
- Washed Out, regia di ? (1921)
- Deep Stuff, regia di ? (1921)
- Haunts, regia di ? (1921)
- High Fliers, regia di ? (1921)
- His Valet, regia di Richard Smith (1921)
- Hot Stuff, regia di ? (1921)
- Lion Liars, regia di ? (1921)
- Rattling By, regia di ? (1921)
- Scream Street, regia di ? (1921)
- Spring Fever, regia di ? (1921)
- Tough Luck, regia di ? (1921)
- Tuning Up, regia di Hamilton Smith (1921)
- Dear Season, regia di Nate Watt (1927)
- The Laffin' Fool, regia di Bennett Cohen (1927)
- The Haunted Ship, regia di Forrest Sheldon (1927)
- Horse Play, regia di Gus Meins (1928)
- Movie Mania, regia di ? (1928)
- Have a Heart, regia di ? (1928)
- Rudolph's Revenge, regia di ? (1928)
- Fooling Casper, regia di Earl Montgomery (1928)
- What a Wife, regia di ? (1928)
- The Family Meal Ticket, regia di ? (1928)
- Casper's Week End, regia di St. Elmo Boyce (1928)
- Smile, Buttercup, Smile, regia di St. Elmo Boyce (1929)
- Big-Hearted Toots, regia di ? (1929)
- Casper's Night Out, regia di ? (1929)
- Toots' Big Idea, regia di ? (1929)
- Spareribs Reforms, regia di ? (1929)
- His Wife's Secret (film 1929), regia di Albert Herman (1929)
- Who's the Boss, regia di ? (1929)
- Don't Say Ain't, regia di ? (1929)
- Catch as Catch Can, regia di Marshall Neilan (1931)
- Riders of the Rio, regia di Robert Emmett Tansey (1931)
- I've Got to Sing a Torch Song, regia di Bernard B. Brown e di Tom Palmer (1933)
- Broken Toys, regia di Ben Sharpsteen (1935)
- Private Snuffy Smith, regia di Edward F. Cline (1942)
- Hillbilly Blitzkrieg, regia di Roy Mack (1942)

### Sceneggiatore
- A Shot Gun Cupid, regia di Carl Gregory (1913)
- The Trimmers Trimmed, regia di Dell Henderson (1913)
- A Delivery Package, regia di Dell Henderson (1913)
- Ham the Diver, regia di William Beaudine (1916)